# アイアン:マン

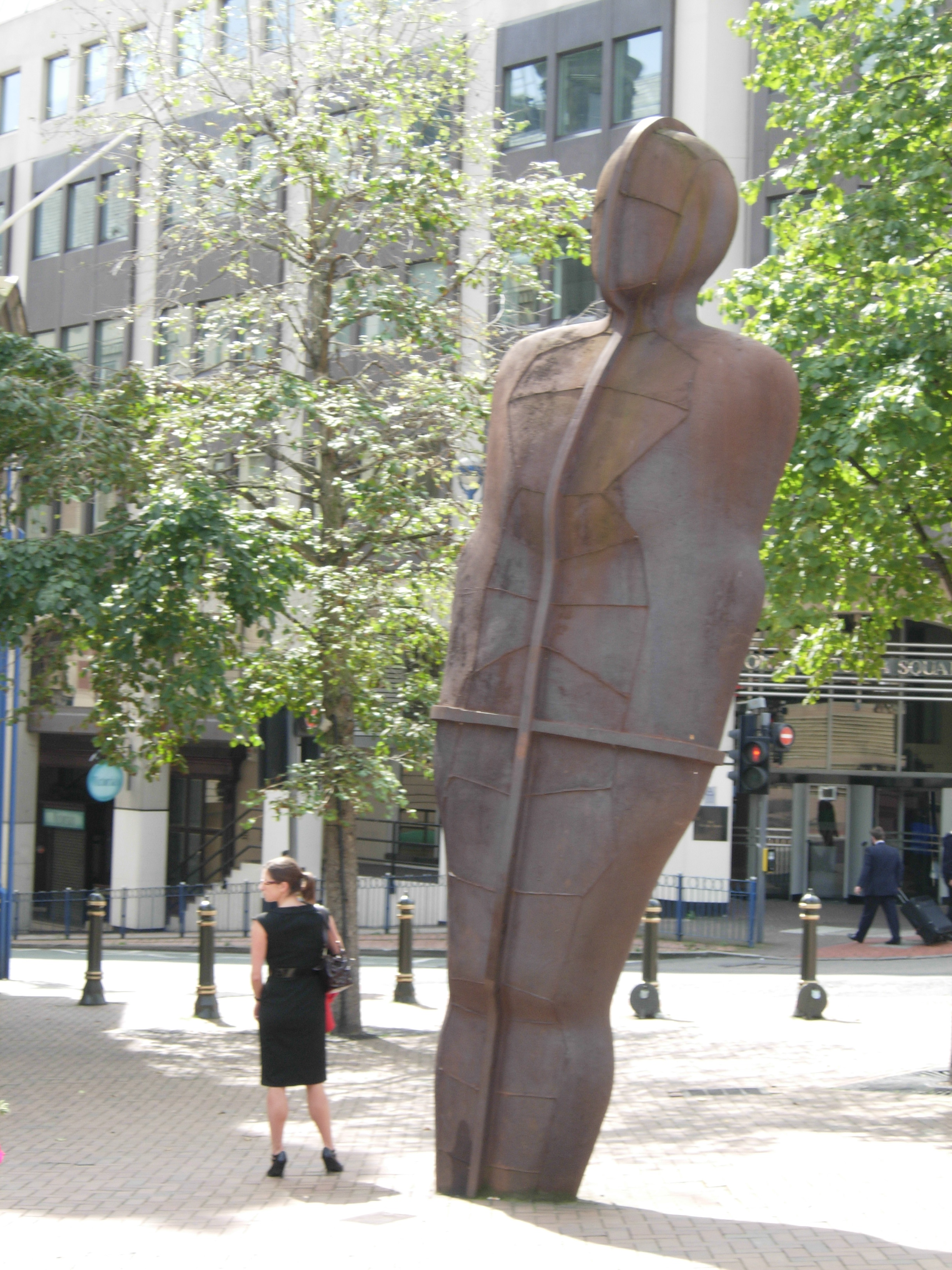
バーミンガムのビクトリア広場で公開されていた「アイアン：マン」。2008年撮影。

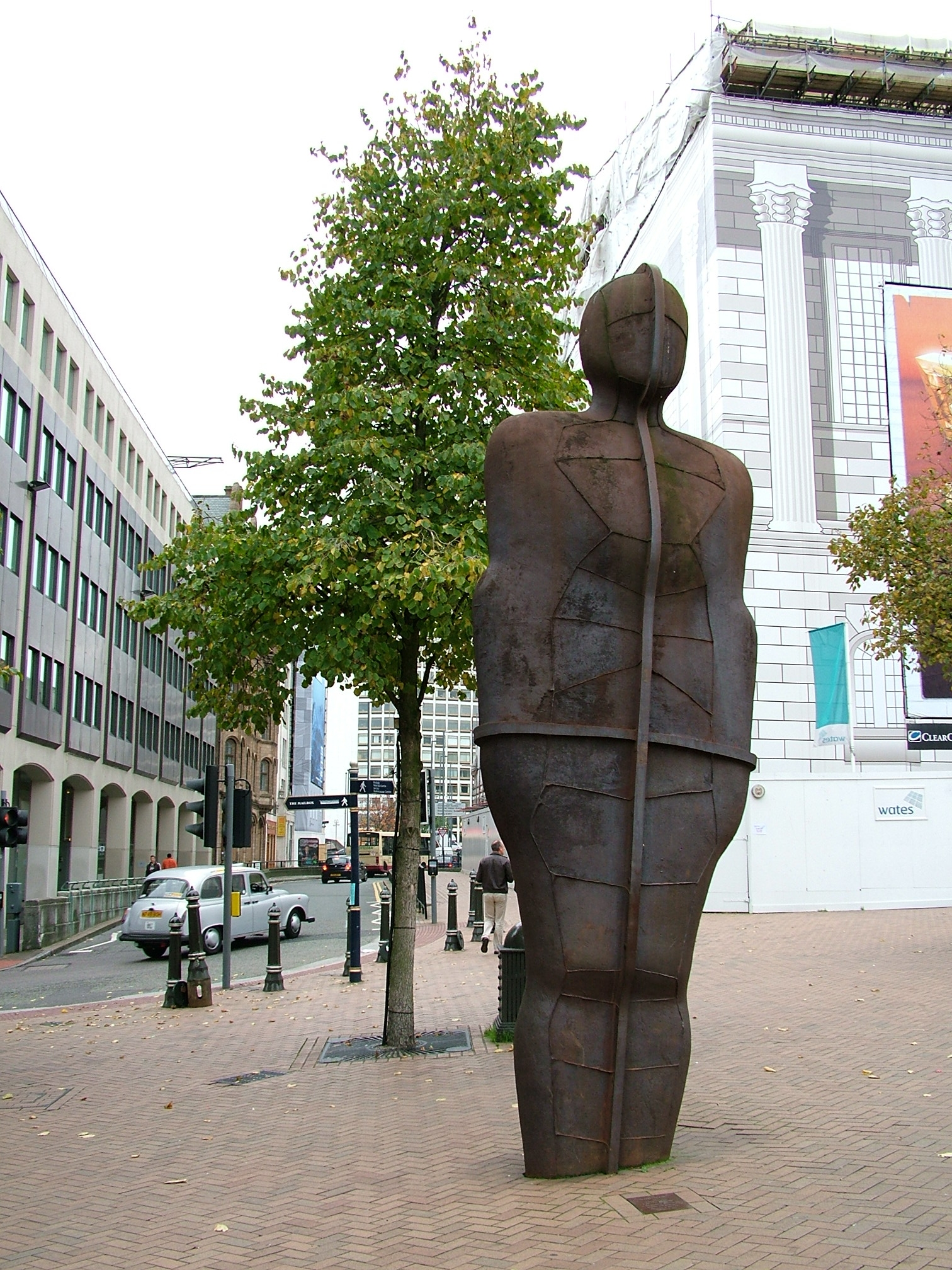
「アイアン：マン」、2005年撮影。

『アイアン：マン』(Iron:Man) は、イングランドのバーミンガムにあるビクトリア広場にあった、アントニー・ゴームリー作の立像。この立像は、舗装面の下に埋まっている部分を含めて6メートル (20 ft)の高さがあり、重量は6メトリックトン (6ロングトン)ある。立像は、7.5° 背面側に、また、5°左側に傾斜していた。制作したゴームリーは、バーミンガムや黒郷が産業革命の時期に興した事業の伝統的な技術を表現したものだと述べている。
鋳造はウィレンホールのブラッドリー・アンド・フォスターズ・キャスティングス（Bradley and Fosters Castings ：後の Firth Rixson Castings）でおこなわれた。1993年3月、当時ビクトリア広場に面した郵便局の本局跡に本店を置いていたトラスティーズ貯蓄銀行（Trustee Savings Bank：後のロイズ銀行の前身のひとつ）から、バーミンガム市への寄贈物として広場に設置された。当初は作品名は「無題 (Untitled)」とされていたが、やがて「アイアン・マン (Iron Man)」と通称されるようになり、ゴームリーは「アイアン：マン (Iron:Man)」を正式名称と改めた。
設置当初、この像は議論を呼んだが、最初から錆びているという初期の批判は、ゴームリーが金属の本体を保護するために敢えて酸化させた鉄が使われていると説明したために退けられた。1994年にウェールズ公妃ダイアナがビクトリア広場の再公開に際して公式訪問をした際には、この像が見えないよう隠されていたという噂も流れた。もともとこの像を市に寄贈した銀行が、ブリストルに本店を移した際には、この像を移設するか、撤去するべきだと主張する者出たが、立像はそのまま残された。
この立像のひな型は、ジュエリー・クォーターの公共芸術委嘱局 (Public Art Commissions Agency) に保存されている。
2017年9月5日、ウェスト・ミッドランズ・メトロのセンテナリー広場への路線延伸工事のため、この立像は撤去され、倉庫に移された。